# Sint-Andries-en-Sint-Annakerk

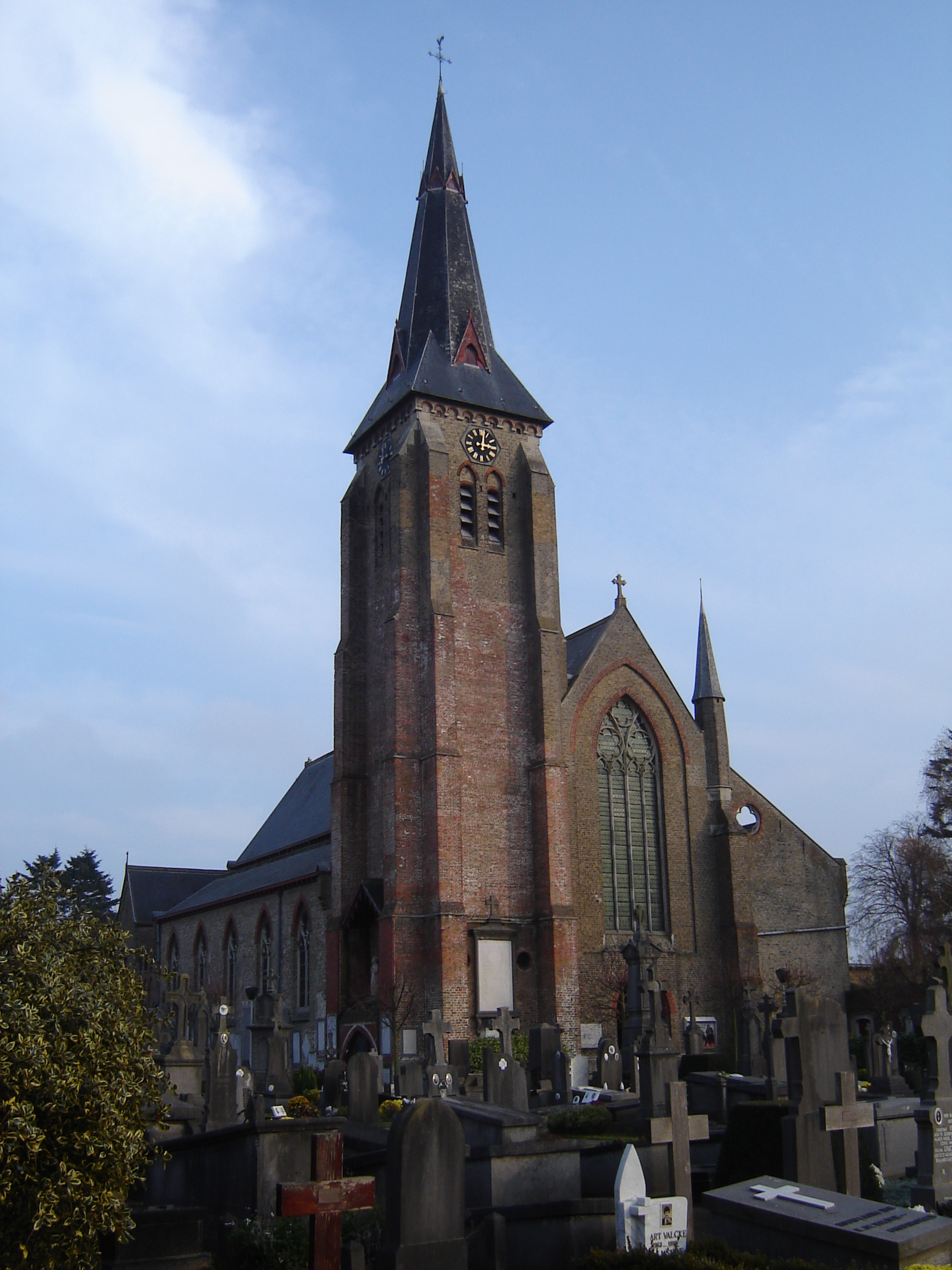
Sint-Andries en Sint-Annakerk

De Sint-Andries en Sint-Annakerk is een parochiekerk in de tot de West-Vlaamse stad Brugge behorende deelgemeente Sint-Andries, gelegen aan de Gistelse Steenweg 493.

## Geschiedenis
De eerste vermelding van een kerkje in Sint-Andries is van 1117. Dit romaanse kerkje was kloosterkerk van de Sint-Andriesabdij, die in 1100 werd gesticht. Tevens fungeerde de kerk als parochiekerk. In de 13e eeuw werd een nieuwe kerk gebouwd en in 1530 volgde een toren. In 1797 werd de abdij opgeheven en de kloosterkerk werd een parochiekerk. De kerk werd in 1839-1843 uitgebreid onder leiding van Pierre Buyck. In 1850 werd ook de toren hersteld.
Op 10 augustus 1869 werd de toren getroffen door de bliksem. De kerk werd verwoest door brand, maar van de toren hoefde enkel de spits worden vernieuwd. De kerk werd geheel in neogotische stijl heropgebouwd door de architecten Pierre Buyck en Deshuyser.

## Gebouw
De huidige kerk is een driebeukig bakstenen neogotisch kerkgebouw van 1869 met een naastgebouwde westtoren die grotendeels van 1530 is.
De kerk wordt omgeven door een kerkhof.
Sinds 2001 is de kerk beschermd als monument en het kerkhof als stadsgezicht.